# Eupelmus batataephilus
Eupelmus batataephilus är en stekelart som först beskrevs av Jean Risbec 1951.  Eupelmus batataephilus ingår i släktet Eupelmus och familjen hoppglanssteklar. Inga underarter finns listade i Catalogue of Life.